# Epiglaea decliva
Epiglaea decliva là một loài bướm đêm trong họ Noctuidae.